# Мойсль, Франц
Франц Теодор Мойсль (нем. Franz Theodor Moißl; 5 января 1869, Нойхаммер, Богемия, ныне Нове-Гамри, район Карловы Вары, Чехия — 1 ноября 1946, Клостернойбург) — австрийский органист, дирижёр и музыкальный педагог.
Окончил учительскую семинарию в Лейтмерице, затем изучал игру на органе и вокал в Праге, теорию музыки в Регенсбурге у Франца Ксавера Хаберля и в Боппарде у Петера Пиля. В 1889—1894 гг. работал школьным учителем в Лейтмерице и Лудице, в 1894—1910 гг. — учителем музыки в Райхенберге, одновременно выступая в городе как органист, дирижёр и музыкальный критик. В 1910—1912 гг. профессор учительской семинарии в Граце. С 1912 года жил и работал в Клостернойбурге: в 1913—1924 гг. профессор органа и гармонии в созданном здесь отделении церковной музыки Венской музыкальной академии, с 1915 года органист и хормейстер городского Собора Святого Мартина.
Мойслю принадлежит ряд статей о церковной музыке, опубликованных в том числе в венском журнале Musica Divina, который он некоторое время возглавлял. Кроме того, он был специалистом по музыке Антона Брукнера, генеральным секретарём Брукнеровского общества. Клостернойбургским оркестром под управлением Мойсля был впервые исполнен ряд произведений Брукнера, в том числе так называемая Ученическая симфония (1924).
Сын — Густав Мойсль (1894—1973), музыкальный педагог.